# Fondation de la loterie allemande de Berlin
La Fondation de la loterie allemande de Berlin (DKLB-Stiftung ; également Lotto-Stiftung Berlin) est une fondation constituée en société de droit public basée à Berlin. Elle poursuit des buts caritatifs. La fondation a pour objet d'octroyer des subventions pour des projets sociaux, caritatifs, de protection de l'environnement, culturels, civiques, de jeunesse et sportifs. Ceci est rendu possible par une redevance spéciale légalement réglementée qui revient à la fondation de la Loterie allemande de Berlin (de) (DKLB).
La Fondation DKLB existe depuis le 1er janvier 1975 ; elle est créée sur la base de la loi allemande sur la loterie de classe à Berlin et de la Fondation allemande de la loterie de classe à Berlin (loi DKLB) du 7 juin 1974.

## Histoire
La fondation de la loterie allemande de Berlin est créée en 1974. La base de cette création est la loi DKLB du 7 juin 1974, qui est entrée en vigueur le 1er janvier 1975. La création de la fondation doit notamment permettre de mettre en place des conditions cadres solides pour les activités de dons. L'objectif est notamment de permettre à la fondation de constituer elle-même un patrimoine et de rendre ainsi les donations plus variables. Avant la création de la fondation, la répartition des excédents de la DKLB est effectuée par le comité consultatif. Le comité consultatif est un organe de la DKLB chargé de répartir les excédents de la loterie à des fins d'utilité publique. Dans sa fonction, il est assimilé à l'actuel conseil de fondation. Dès le début des années 70, trois personnes désignées par le Sénat et élues par la Chambre des députés sont intégrées au conseil consultatif. Depuis, la fondation gère et répartit les fonds mis à sa disposition conformément au § 6 de la loi DKLB. Elle poursuit des objectifs d'utilité publique et soutient exclusivement des projets sociaux, caritatifs, de protection de l'environnement, culturels, civiques, de promotion de la jeunesse et sportifs en accordant des subventions. Les statuts de la fondation sont adoptés le 4 mars 1975, conformément à l'article 16 de la loi DKLB. Ils contiennent des dispositions détaillées sur l'utilisation et la répartition des fonds mis à disposition de la fondation par la DKLB sur la base de la loi.

## Missions
Les missions de la fondation sont définies dans l'article 11 de la loi DKLB.
La fondation gère et répartit les fonds mis à sa disposition conformément à l'article 6 de la loi DKLB. La fondation de la loterie allemande de Berlin est tenue de verser à la fondation DKLB une taxe d'affectation de 20 % des mises et son bénéfice comptable. La fondation poursuit des objectifs d'utilité publique ; elle soutient exclusivement des projets sociaux, caritatifs, de protection de l'environnement, culturels, civiques, de promotion de la jeunesse et sportifs en accordant des subventions. La constitution de réserves n'est autorisée que dans la mesure où elle est nécessaire pour atteindre les objectifs mentionnés.
Il n'y a pas de droit légal à une subvention. Les dons aux personnes physiques ne sont autorisés à des fins culturelles que si la mesure financée est rendue accessible au public.
La Fondation doit soumettre la preuve de la répartition des fonds pour chaque trimestre civil à la Chambre des représentants pour information.
Dans des cas particuliers, la fondation peut mener d'autres activités avec l'accord du conseil de fondation.

## Conseil d'administration
Un conseil d'administration indépendant décide quels projets sont soutenus par la fondation de la loterie allemande de Berlin. Il se compose de trois membres nommés par le Sénat de Berlin et de trois membres élus par la Chambre des députés de Berlin. Le Conseil d'administration est formé pour la durée de la législature de la Chambre des députés et reste en fonction jusqu'à ce qu'un nouveau soit formé. Il se réunit généralement quatre fois par an et donne son avis sur les demandes de financement qui ont été soumises à la fondation et évaluées par l'administration sénatoriale responsable.